# Hubert Houben (wielrenner)
Hubert Houben (Sint-Joost-ten-Node, 1875 - 1943) was een Belgische wielrenner. Hij was gespecialiseerd in het sprintnummer op de baan. Hij was bekend vanwege zijn legendarische sprints met tijdgenoot Robert Protin uit Luik.